# لزلی لاو
لزلی لاو (انگلیسی: Leslie Law؛ زادهٔ ۵ مه ۱۹۶۵) سوارکار اهل بریتانیا است.
وی در مسابقات کشوری و بین‌المللی در مجموع برندهٔ ۴ مدال طلا، ۲ مدال نقره، ۱ مدال برنز شده‌است.